# Erik Björkman (botaniker)
Sven Erik Torsten Björkman, född 20 april 1912 i Eskilstuna, död 8 november 1973 i Stocksund, Danderyd, var en svensk botaniker. Han var professor i skogsbotanik vid Skogshögskolan från 1947. Han blev ledamot av Lantbruksakademien 1956, av Ingenjörsvetenskapsakademien 1962 och av Vetenskapsakademien 1967.
Björkman är begravd på Djursholms begravningsplats.